# Ana Ibarra
Ana María Pedemonti Falero, conocida como Ana Ibarra (Montevideo, 18 de diciembre de 1933) es una docente de danza y directora de teatro-danza uruguaya.

## Biografía

### Infancia
Hija de Yolanda Falero de Pedemonti, directora de la Escuela 129 del Hipódromo y de Alfredo Pedemonti Gilardi, mecánico y Jefe de Talleres del Cuerpo de Bomberos de Montevideo. En el año 1934 sus padres, por motivos económicos, pasan a convivir con Ambrosio Pedemonti Gilardi (maestro de canto lírico) y Rosalía Giussi de Pedemonti (concertista y maestro de piano), ambos directores del Conservatorio musical "César Franck".
Rosalía y Ambrosio pasaron a ser sus padrinos y los que encauzaron su aprendizaje musical. A los 3 años inicia sus estudios de ballet por iniciativa  de su tía Aida Falero Torres con la Maestra Paula Yarmalovich, primera bailarina del S.O.D.R.E. .

### Estudios
A los 6 años inició sus estudios primarios en la Escuela Pública N.º 129 del Hipódromo y los liceales en el Colegio Santo Domingo y en el Colegio José Pedro Varela. Luego de un pasaje por el liceo I.A.V.A. en preparatorios de arquitectura, ingresa a Magisterio recibiéndose de MAESTRA  en 1955.
A los 7 años comienza su formación musical con su madrina Rosalia Giussi de Pedemonti recibiéndose de profesora de piano y solfeo el 28 de febrero de 1955, estando la mesa examinadora integrada por Pedro Strazzarino (violinista), Irma Tabárez (pianista), Lily Giussi (pianista), María Elena Gorriti (pianista), Ernesto Krauss y Carlota W. de Krauss.

### Familia
El 6 de marzo de 1955 contrae matrimonio con Ruben Ibarra Vázquez, teniendo dos hijos Mario Alfredo Ibarra Pedemonti y Graciela Carmen Ibarra Pedemonti.

### Academia "Ana Ibarra"
Ana Ibarra se sintió atraída por la educación a los niños, tras haber estudiado ballet y música en su niñez y adolescencia, en 1958 crea la Escuela de Ballet ANA IBARRA. Al crear su academia continúa sus estudios con el Maestro Maxin Koch, ex bailarín del S.O.D.R.E.
La Academia recorrió distintos escenarios como el Teatro Victoria, la Sala Verdi, Teatro del Círculo, Teatro del Notariado, Teatro Stella de Italia, Teatro de La Mennais y la Sala Teatro Moviecenter.

### Paso al teatro-danza
Sin abandonar nunca su escuela de ballet, que en el devenir del tiempo varió su estilo hacia una danza-pantomima enfocada en los niños, crea en conjunto al Grupo Ana Ibarra en el año 1974, realizando decenas de obras.

## Obras

### Obras de teatro para niños
- Mi cuidad en colores
- Historia de paz y de amor
- Crispín y Titina se van a casar (2014)[2]
- Aventuras de Caperucita y el Lobo (2012)[3]
- Cuentos bailados
- El circo sin carpa
- Había una vez un ceibo encendido
- El gato que perdió las botas
- Esperando la primavera
- Los cuentitos de la Abuela
- La plaza encantada
- La granja animada
- Sapolín y el Mono Sabio

### Obras de teatro-danza para todo público
- Escenas callejeras
- Amor, tangos y milongas
- Cambalache to day
- Carteles y hojas (1987)[4]

### Libros editados - en coautoría con Ruben Ibarra Vázquez
- Esperando la primavera (1998)
- Milagro de fe (2012)